# Hydropsyche doehleri
Hydropsyche doehleri là một loài Trichoptera trong họ Hydropsychidae. Chúng phân bố ở miền Cổ bắc.